# Beggar’s Purse
Beggar’s Purse ist ein Appetithäppchen der amerikanischen Küche, das aus kleinen Crêpes zu Beutelchen gebunden ist, gefüllt mit einer herzhaften Füllung, typischerweise aus Kaviar und Frischkäse.
Die Crêpes werden mit Schnittlauch zusammengebunden; sie erlangten 1980 Bekanntheit im ehemaligen Restaurant Quilted Giraffe in Manhattan.